# Doricha enicura
Doricha enicura е вид птица от семейство Колиброви (Trochilidae).

## Разпространение
Видът е разпространен в Гватемала, Мексико, Салвадор и Хондурас.